# Argostemma burttii
Argostemma burttii là một loài thực vật có hoa trong họ Thiến thảo. Loài này được B.Bremer mô tả khoa học đầu tiên năm 1989.